# Фридман, Паулино
Паулино Фридман (пол. Paulin Frydman; 26 мая 1905, Варшава — 3 февраля 1982, Буэнос-Айрес) — аргентинский, ранее русский и польский, шахматист; международный мастер (1955). 
Участник чемпионатов Польши: 1926 — 2-е; 1927 — 5-6-е; 1935 — 2-4-е места. 4-кратный чемпион Варшавы (1931—1936). В составе команды Польши участник 7 олимпиад (1927—1939), в том числе 6-й — 11½ очков из 16 (лучший результат на 2-й доске). Победитель международных турниров в Сопоте (1930), Будапеште (1934), Хельсинки (1936). С 1939 года жил в Аргентине. В 1941 году участвовал в международных турнирах: Мар-дель-Плата — 4-5-е; Буэнос-Айрес — 3-е; Сан-Паулу — 3-4-е места.